# Zik FM
Zik FM est une station de radio privée urbaine de proximité sénégalaise, du groupe D-Média. Elle diffuse ses programmes en français et wolof en FM depuis le 10 juin 2008. Elle est en septembre 2017 la radio la plus écoutée du pays, statut qu'elle conserve en janvier 2018.

## Histoire
La radio est lancée en 2008 sur la base d’un programme principalement musical, puis rapidement la radio recrute des animateurs de renom tels Coco Jean et Carl Rogers, ainsi que Carine Joanel, célébrité de la télévision sénégalaise. Par la suite l’animateur Dj Kolos attire les amateurs de musique en direct jusqu’en 2011. En septembre 2017, selon une étude Africascope, elle est la deuxième radio la plus écoutée du Sénégal, position qu'elle conserve en janvier 2018 selon un sondage Médiamétrie/Omedia.

## Émissions
Zik FM est une radio généraliste et musicale avec un programme d'émissions populaires de proximité.
- Door war (la Grande débrouille), consacrée aux petits métiers.
- Sama Gokh (Mon quartier) donne la parole aux populations et élus locaux
- Zik Eco, réalités économiques du quotidien
- Zik Culture, actualité culturelle et culture des différentes ethnies du pays.
- Shopping tendances,
- Revue de presse, par Ahmed Aïdara

## Diffusion
La radio dispose d'une couverture FM dans les plus grandes villes sénégalaises : Thiès, Mbour, Saint-Louis, Ziguinchor, Touba Mbacké,  Tambacounda.